# طارق إياد
طارق إياد هو مبارز بالسيف مصري، ولد في 29 مايو 1987 في الإسكندرية في مصر.

## وصلات خارجية
- طارق إياد على موقع الاتحاد الدولي للمبارزة (الإنجليزية)
- طارق إياد على موقع أوليمبيديا (الإنجليزية)